# Villa Vignola
Die Villa Vignola ist eine Villa aus dem 18. Jahrhundert im Viertel San Giovanni a Teduccio von Neapel in der italienischen Region Kampanien. Sie liegt an der Strada Comunale Lieto, 14 und zählt zu den Villen der Miglio d’oro.

## Geschichte und Beschreibung
Das Gebäude zählt zu den ältesten im Gebiet um den Vesuv und ist bereits in der Karte des Herzogs von Noja von 1775 verzeichnet.
Der Grundriss des Komplexes hat die Form zweier gegeneinander gerichteter „C“s mit einem Innenhof und angrenzenden Flächen, die mit neueren Gebäuden bebaut wurden.
Im Erdgeschoss kann man ein wertvolles Eingangsportal aus Piperno erkennen. Die Fassade des Piano nobile besteht aus verschiedenen Bogenfriesen.
Die Villa hat auch einen Garten, der allerdings so verwildert ist wie das gesamte Anwesen. Die Gebäude sind in schlechtem Erhaltungszustand und müssten dringend restauriert werden.